# Fujientomon
Fujientomon är ett släkte av urinsekter. Fujientomon ingår i familjen Fujientomidae.
Fujientomon är enda släktet i familjen Fujientomidae.
Kladogram enligt Catalogue of Life:
| Fujientomon | \| \| Fujientomon dicestum \| \| \| \| \| \| Fujientomon primum \| \| \| \| |
|             | \| \| Fujientomon dicestum \| \| \| \| \| \| Fujientomon primum \| \| \| \| |
|             | Fujientomon dicestum                                                        |
|             |                                                                             |
|             | Fujientomon primum                                                          |
|             |                                                                             |